# 謝珀德·S·多勒曼
謝珀德·「謝普」·S·多勒曼（英語：Sheperd "Shep" S. Doeleman，1967年—）是一名美國天體物理學家。他的研究重點是超大質量黑洞，其解析度足以直接觀測事件視界。他是哈佛大學和哈佛-史密松天體物理中心的高級研究員，也是事件視界望遠鏡（EHT）計畫的創始主任。他領導的國際研究團隊製作了第一幅直接觀測到的黑洞影像。
多勒曼被評為2019時代百大人物之一。

## 早年生活
多勒曼出生於比利時威爾塞勒，父母是美國人。幾個月後全家返回美國，他在俄勒岡州波特蘭長大。後來，他被繼父納爾遜·多勒曼（Nelson Doeleman）收養。

## 職業生涯
1986年，多勒曼在里德學院獲得學士學位，隨後在南極洲的麥克默多站從事一年的太空科學實驗。之後，他於1995年在麻省理工學院獲得天文物理學博士學位；他的論文題目是《利用3mm-VLBI對活動星系核成像》。他曾在波昂马克斯·普朗克射电天文研究所工作，1995年回到麻省理工學院，後來成為海斯塔克天文台助理台長。
他的研究尤其著重於需要超高分辨力的問題。他因領導由多個國家的研究機構的200多名研究人員組成的小組製作出第一幅黑洞孔徑合成圖像而知名。

## 榮譽
- 古根海姆獎（2012）[8]
- 基礎物理學突破獎（2020）
- 蘭斯洛特·柏克萊——紐約社區信託天文學傑出貢獻獎（2020）[10]
- 布魯諾·羅西獎（2020）
- 亨利·德雷伯獎章（2021）
- 喬治·勒梅特獎（英语：Prix Georges Lemaître）（2023）

## 外部連結
- Oral history interview transcript with Sheperd Doeleman on 21 May 2021, American Institute of Physics, Niels Bohr Library & Archives （页面存档备份，存于）